# Jacques Rouffio
Jacques Rouffio (Marsella, 14 de agosto de 1928-Sèvres, 8 de julio de 2016) fue un director de cine francés.

## Biografía
La filmografía de Jacques Rouffio es corta. Sus películas a menudo se inspiran en hechos reales. Trabajó a menudo con los actores Gérard Depardieu, Jean Carmet y sobre todo Michel Piccoli. 
Después de haber empezado como ayudante de Jean Delannoy en 1953, de Henri Verneuil o de Georges Franju, Jacques Rouffio hizo su primera película en 1967, L'Horizon, basado en la novela de Georges Conchon, que será su guionista más fiel. La película, que aborda el tema de la revuelta de los soldados en 1917, entonces todavía un tema tabú, fue prácticamente un fracaso que provocó en su autor casi diez años de inactividad.
El tabú, sin embargo, siguió estando en el centro de su obra, ya que dos de sus tres películas siguientes trataron, con cierto sentimiento de crueldad y burla según sus hijos, sobre los excesos del mundo médico (Sept morts sur ordonnance, 1976) y la especulación financiera (Le Sucre, 1978). Mientras tanto, dirigió a Jacques Dutronc, Isabelle Adjani y Serge Reggiani en Violette et François (1977), un estudio sobre la bohemia. En 1982 dirigió La Passante du Sans-Souci, última película de Romy Schneider. Concluyó su carrera cinematográfica en 1989, con L'Orchestre rouge. Luego se dedicó a la televisión, firmando varios telefilmes hasta 2007 con la adaptación del cuento Miss Harriet de Guy de Maupassant. También realizó un telefilme basado en la novela L'Argent de Émile Zola, en 1988.
En diciembre de 2012 el festival Feux croisés de Penmarch le rindió homenaje en su presencia. 
Jacques Rouffio murió el 8 de julio de 2016 en Sèvres a los 87 años. Fue enterrado en el cementerio de los Longs Réages en Meudon (Hauts-de-Seine). 

## Filmografía

### Director

#### Cine
- 1967 : L'Horizon
- 1976 : Sept morts sur ordonnance
- 1977 : Violette et François
- 1978 : Le Sucre
- 1982 : La Passante du Sans-Souci
- 1986 : Mon beau-frère a tué ma sœur, participante en el 36.º Festival Internacional de Cine de Berlín.[2]
- 1986 : L'État de grâce
- 1989 : L'Orchestre rouge

#### Televisión
- 1984 : Série noire - episodio: J'ai bien l'honneur (serie de televisión)
- 1988 : L'Argent (del cuento de Émile Zola), telefilme en tres partes
- 1993 : Jules Ferry (telefilme)
- 1994 : V'la l'cinéma ou le roman de Charles Pathé (telefilme)
- 2007 : Miss Harriet (telefilme de la serie Chez Maupassant)

### Ayudante de dirección
- 1953 : La Route Napoléon de Jean Delannoy
- 1954 : Secrets d'alcôve, sketch Le Lit de la Pompadour de Jean Delannoy
- 1954 : Obsession de Jean Delannoy
- 1955 : Des gens sans importance de Henri Verneuil
- 1957 : Ces dames préfèrent le mambo de Bernard Borderie
- 1957 : Le Gorille vous salue bien de Bernard Borderie
- 1957 : Le rouge est mis, de Gilles Grangier
- 1959 : Délit de fuite de Bernard Borderie
- 1959 : La Tête contre les murs de Georges Franju
- 1959 : Les Dragueurs de Jean-Pierre Mocky
- 1959 : La Valse du Gorille de Bernard Borderie
- 1960 : Meurtre en 45 tours de Étienne Périer
- 1960 : Comment qu'elle est ? de Bernard Borderie
- 1961 : Bridge to the Sun de Étienne Périer
- 1962 : Le Gentleman d'Epsom de Gilles Grangier
- 1963 : Les Vierges de Jean-Pierre Mocky
- 1964 : La Bonne Soupe de Robert Thomas

### Guionista
- 1974 : Le Trio infernal de Francis Girod
- 1976 : Sept morts sur ordonnance (con Georges Conchon)
- 1976 : René la Canne de Francis Girod.

### Productor
- 1969 : Le Temps de vivre de Bernard Paul
- 1971 : Où est passé Tom ? de José Giovanni
- 1971 : Léa l'hiver de Marc Monnet

### Director de producción
- 1969 : Dernier Domicile connu de José Giovanni